# كسكاد
رايان غاري رادون (Rayan Gary Raddon) و يعرف أكثر باسمه الفني كسكاد (Kaskade) من مواليد 25 فبراير 1971.هو دي جي و منتج موسيقى و ريمكسرز أمريكي ،صنفته مجلة دي جي في إحصاءها لسنة 2011 في المركز 30.

## روابط خارجية
- كسكاد على موقع IMDb (الإنجليزية)
- كسكاد على موقع ميوزك برينز (الإنجليزية)
- كسكاد على موقع رولينغ ستون (الإنجليزية)
- كسكاد على موقع أول ميوزيك (الإنجليزية)
- كسكاد على موقع ديسكوغز (الإنجليزية)
- كسكاد على موقع قاعدة بيانات الفيلم (الإنجليزية)